# Great Falls (Montana)
Great Falls è una città degli Stati Uniti d'America, capoluogo della Contea di Cascade nello Stato del Montana. In base al censimento del 2000, la città aveva 56 690 abitanti, passati a 60 382 nel 2022. Sorge sulle pendici orientali delle Montagne Rocciose, sul fiume Missouri. Si estende su una superficie di 56,44 km² con una densità media di 1 036,59 abitanti per km².
Fondata nel 1883, è un notevole centro industriale. Vi ha sede un'importante base militare di missili balistici intercontinentali. È sede della diocesi di Great Falls-Billings, vi sorge la cattedrale di Sant'Anna (St Ann Cathedral).